# Dargeochaeta elodiae
Dargeochaeta elodiae là một loài bướm đêm trong họ Noctuidae.